# Hymenochaetales
Ordre

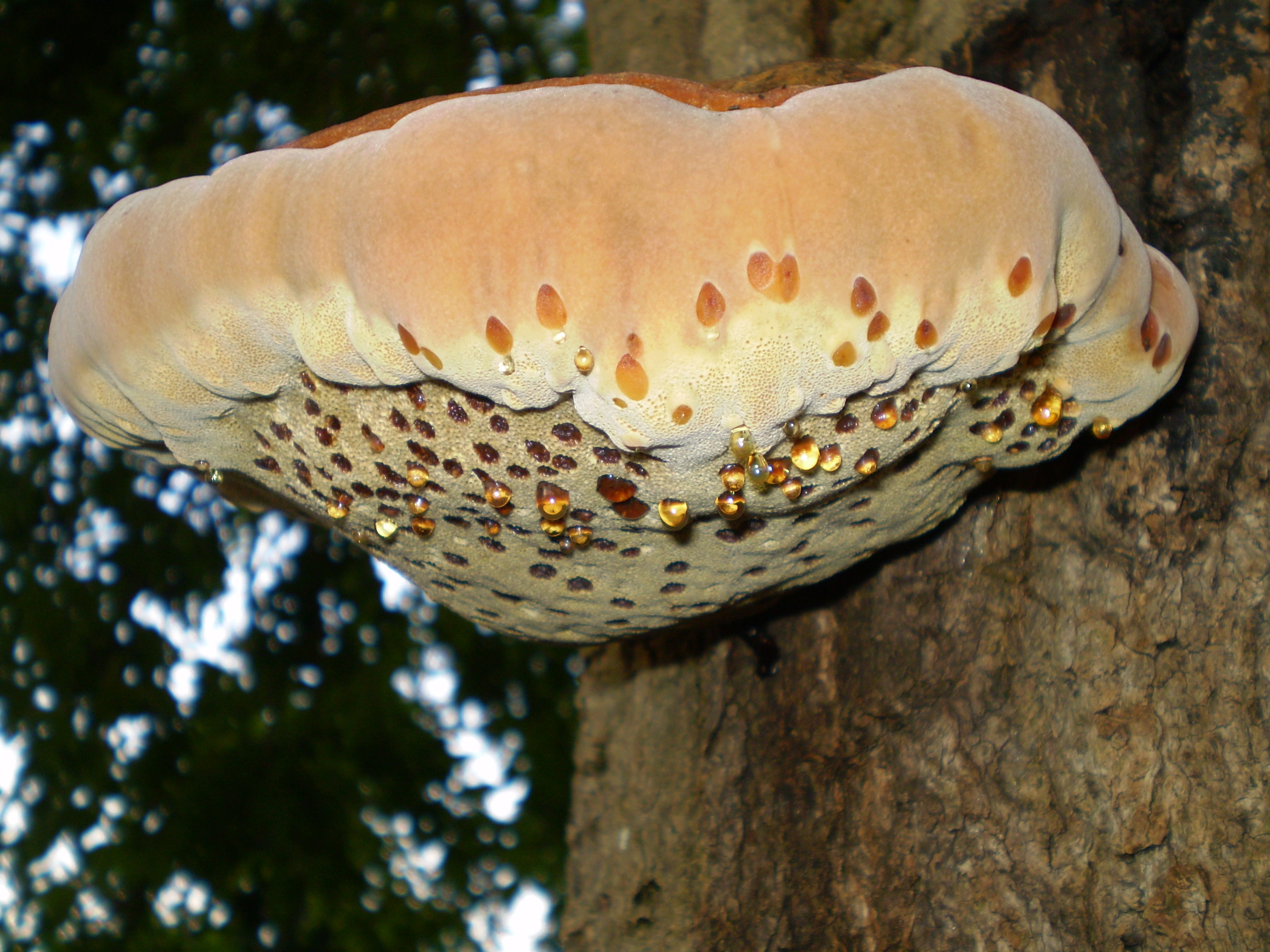
Inonotus hispidus

Les Hymenochaetales ou Clade Hymenochaetoïde, sont un ordre ou un clade des champignons Agaricomycetes.
La phylogénie des Hymenochaetaceae a été étudiée par des méthodes moléculaires depuis 2006. Elles ont indiqué que la famille des Hymenochaetaceae, telle qu'autrefois circonscrite, n'était pas un groupe monophylétique. Toutes les espèces échantillonnées sont maintenant regroupée dans un clade, sauf le genre Tabacina Hymenochaete qui regroupait certaines espèces poroïdes. Un nouvel ordre, les Pseudochaete a donc été introduit . Dans les Hymenochaetales ou clade des Hymenochaetaceae, ils forment un clade distinct mais tous les caractères morphologiques spécifiques aux Hymenochaetaceae ou du clade Hymenochaetoïde se retrouvent également dans certaines espèces en dehors du clade. Les six sous-clades, précisés par les analyses phylogénétiques ne sont pas encore uniformes.

## Systématique

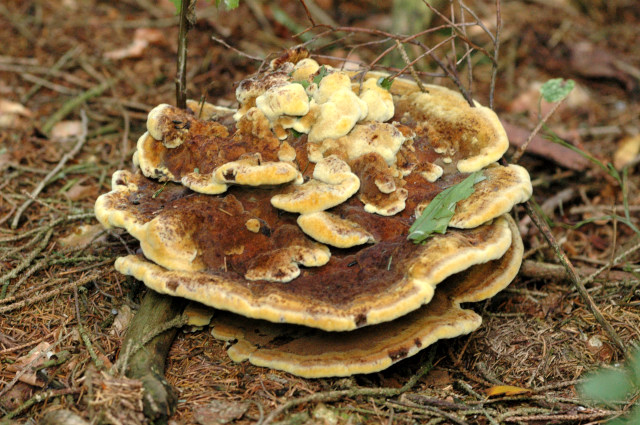
Un représentant du genre Phaeolus : Phaeolus schweinitzii

L'ordre se compose de trois familles, les Hymenochaetaceae et les Schizoporaceae, de nouveaux clades ainsi que quelques genres classés incertae sedis.

### Historique
La proposition de constituer un ordre et de reconnaître la famille Hymenochaetaceae à un plus haut rang taxonomique date de 1977. Initialement, les espèces au sein de l'ordre des Hymenochaetales avaient plusieurs caractéristiques morphologiques en commun, notamment des basidiospores bruns qui noircissent en alcalins, des hyphes manquant de pinces de connexions, et la présence (dans la plupart des espèces) de soies caractéristiques, de parois épaisses, de cystides en forme d'épine visible sous la loupe.
L'examen de leur ultrastructure montre que les Hymenochaetales ont des dolipores avec des parenthesomes non-perforés, alors que la plupart des Agaricomycètes ont des dolipores avec les parenthesomes perforés,.
Les genres corticioïdes Hyphodontia et Schizopora présentent également cette particularité, ce qui suggère qu'ils pourraient également être liés aux Hymenochaetales, bien que morphologiquement différents.

### Situation actuelle
La recherche moléculaire, fondée sur l'analyse cladistique des séquences d'ADN, a considérablement élargi et redéfini les Hymenochaetales, divisant l'ordre en au moins six différentes clades. Le clade de base est représenté par les Hymenochaetaceae traditionnels, à l'exclusion des genres Coltricia et Coltriciella et un autre clade qui comprend les genres corticioïdes Lyomyces et Schizopora: les Schizoporaceae.

### Nouveaux clades
Un clade supplémentaire, les Repetobasidiaceae, comprend le genre agaricoïde Rickenella, le genre clavaroïde Alloclavaria purpurea.
Les trois clades restants intègrent les genres corticioïdes Hyphodontia et Kneifiella, et le genre poroïde Oxyporus.
Il semble toutefois que l'ordre n'a pas toutes les caractéristiques morphologiques communes.

### Position dans les Agaricomycetes
- Agaricomycetes
  - Phallomycetidae
  - Clade des Hymenochaetales ou Clade Hymenochaetoïde
    - Clade A Oxyporus
      - Repetobasidiaceae
      - Clade B Rickenella
        - Clade C Kneifiella
        - Clade D Hyphodontia
        - Clade E Coltricia
          - Clade F Hymenochaetaceae

    - Schizoporaceae

  - Clade des Gloeophyllales
    - Clade des Polyporales

  - Clade des Corticiales
  - Clade des Russulales
  - Agaricomycetidae
    - 
      - Clade Athéloïde

    - Clade des Boletales

### Phylogramme des hymenochaetales
Chez les Hymenochaetales, les Hymenochaetaceae forment un clade distinct mais malheureusement tous les caractères morphologiques spécifiques des Hymenochaetaceae se retrouvent également dans certaines espèces en dehors du clade. D'autres sous-clades, proposés par les analyses phylogénétiques moléculaires sont encore moins uniformes, ce qui dès lors rend incertain le phylogramme présenté ici. Enfin les genres Hyphoderma, Phellinus et Hyphodontia sont répartis dans plusieurs clades,.
- Agaricomycètes
- Hymenochaetales ou Clade Hymenochaetoïde
  - Clade A Oxyporus
    - Clade des Repetobasidiaceae
    - Clade B Rickenella ou Ricknelloïde
      - Athelopsis
        - Hyphoderma I
        - Resinicium
        - Phlebia
        - Skvortzovia
        - Mycoacia

      - Hyphoderma II
        - Cantharellopsis
        - Contumyces
        - Cyphellostereum
        - Blasiphalia
        - Loreleia
        - Atheloderma
        - Ricknella
        - Cotylidia
        - Hyphoderma III
        - Gyroflexus
        - Globulitium
        - Odonticium
          - Leifia
          - Repetobasidium

      - Clade C Hyphodontia I

      - Clade D Tubulicrinis
        - Hyphodontia II

      - Clade E Coltricia
        - Coltriciella
          - Hyphodontia III

        - Clade F Hymenochaetaceae
          - Phellinidium ssp.
            - Fuscoporia

          - Onnia
            - Phellinus I
            - Porodaedalea

          - Pseudoionotus
          - Formitiporia
          - Phellinus II
          - Hymenochaete I
            - Hydnoschaete
            - Stipitoschaete
            - Pseudoschaete
            - Cyclomyces
              - Hymenochaete II

          - Mensularia
            - Inonotus
              - Inonotus obliquus

          - Fomitiporella
            - Inocutis
            - Phylloporia
              - Fulvifomes

  - Schizoporaceae
    - Schizopora
      - Paradoxa

### Exclusion des genres
Les données moléculaires confirment que Phaeolus n'appartient pas à l'ordre des Hymenochaetales, mais a plutôt sa place dans le voisinage de Laetiporus dans les Polyporales

## Caractéristiques
Ils se caractérisent par des formes de polypores ou clavaroïdes. Ce sont des saprophytes et sont la cause de la pourriture blanche du bois vertical. Les genres présentent des hyménophores mous comme Cotylidia panosa, stipité avec des hyménophores poroïdes comme Coltricia perennis, stipité avec des lamelles comme Contumyces rosella, clavaroïde comme les Clavariachæte rubinosa, stipité avec des lamelles contricales comme Coltricia montagnei.

## Importance économique

### Métabolites secondaires
Les enzymes et des métabolites secondaires produits par certaines Hymenochaetales ont suscité un intérêt considérable pour leur utilisation potentielle en tant que médicaments ou pour des applications biotechnologiques. Plusieurs espèces de Phellinus et Inonotus sont utilisées dans la médecine traditionnelle asiatique et ces produits sont disponibles dans le commerce. Phellinus baumii (souvent appelée à tort Phellinus linteus ) qui est connu pour son utilisation en médecine traditionnelle chinoise et dans plusieurs pays commercialisé comme un médicament contre le cancer, le diabète et la toxicité. Phellinus rimosus est signalé comme une drogue utilisée par des tribus dans le Kerala en Inde. Les peuples autochtones de Sibérie utilisent Aréchaga comme une substance de nettoyage et de désinfection, mais la même substance a également été utilisée contre les affections du foie et du cœur et dans la thérapie du cancer. Le Chaga est produite à partir Inonotus obliquus et commercialement disponible. Il y a une riche littérature scientifique sur des rapports d'identification des substances et les effets qu'ils peuvent avoir.

### Enzymes cellulolytiques et ligninolytiques
Les enzymes cellulolytiques et ligninolytiques produites par le bois en décomposition ont été étudiés de manière intensive dans le but de les mettre en pratique dans l'industrie des pâtes et papiers ou des produits de nettoyage des déchets industriels. Un des meilleurs organismes modèles étudiés est Phanerochaete chrysosporium qui appartient au clade polyporoïde, mais un certain intérêt a aussi été consacré à des espèces des Hymenochaetaceae.

## Habitat et distribution
La plupart des champignons de l'ordre sont saprotrophes du bois mort, mais certaines espèces au sein de  des Hymenochaetaceae peuvent provoquer une pourriture chez les arbres vivants. Les genres Coltricia et Coltriciella sont ectomycorhiziens. L'espèce agaricoide Rickenella et les genres apparentés sont des parasites de mousses et des hépatiques.  La répartition des Hymenochaetales est cosmopolite.

## Taxonomie linnéenne des Hymenochaetales

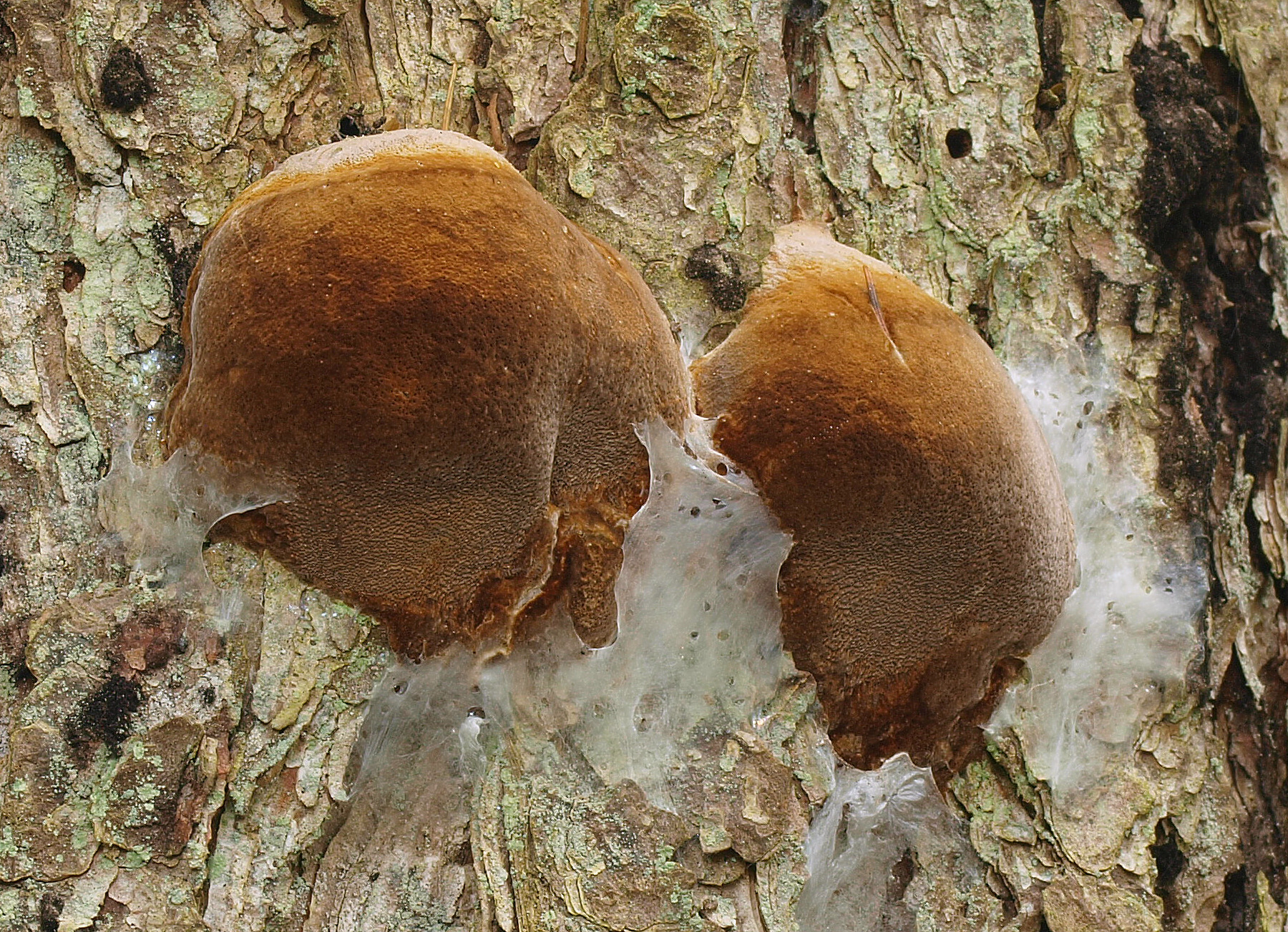
Fomitiporia hartigii

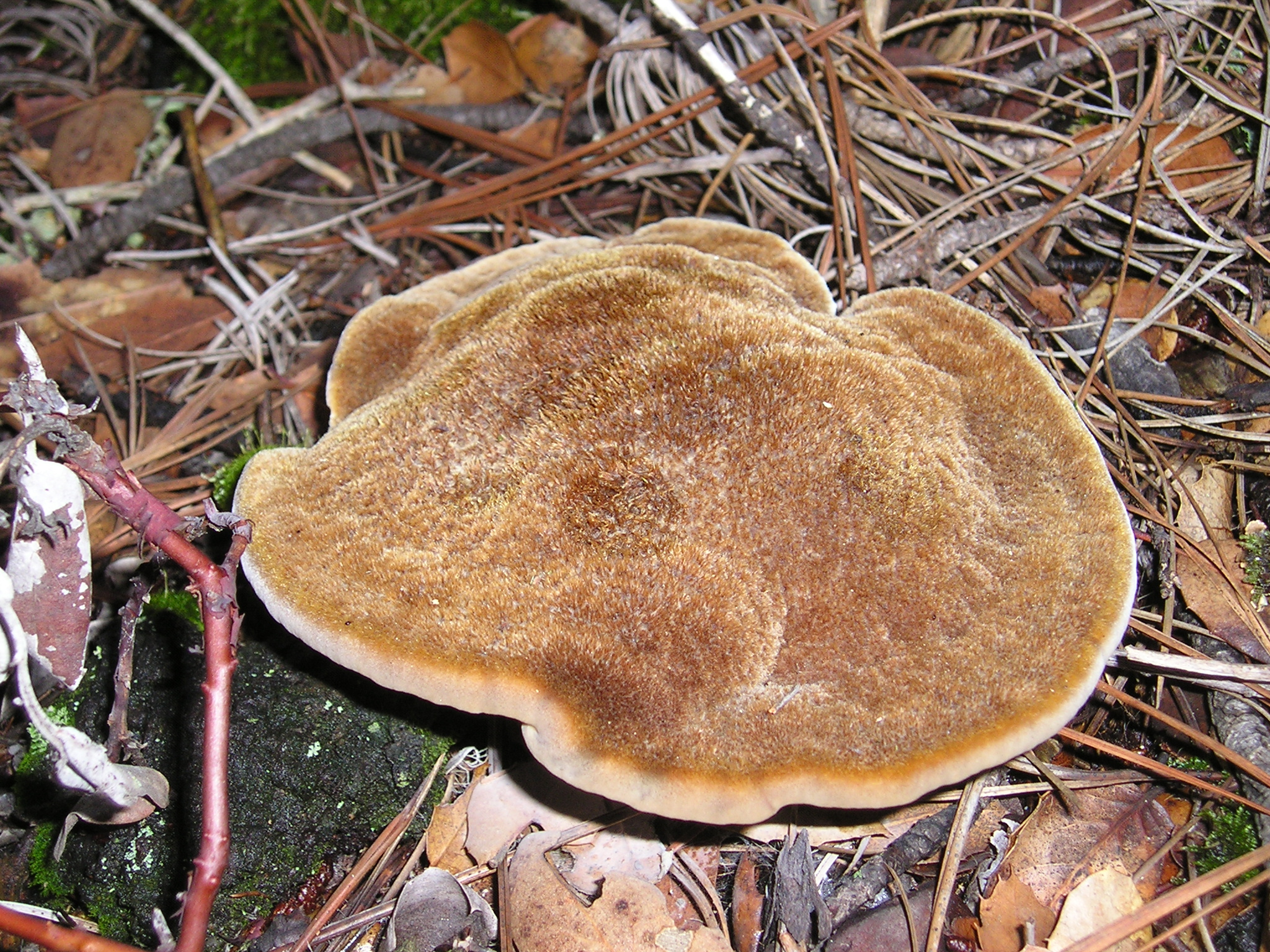
Onnia tomentosa

### Famille desHymenochaetaceae
- genre  †Appianoporites (Eocene)
- genre  Asterodon
- genre  Aurificaria
- genre  Botryodontia
- genre  Clavariachaete
- genre  Cyclomyces
- genre  Dichochaete
- genre  Erythromyces
- genre  Fomitiporia
- genre  Fulvifomes
- genre  Fuscoporia
- genre  Hydnochaete
- genre  Hymenochaete
- genre  Inocutis
- genre  Inonotopsis
- genre  Inonotus
- genre  Onnia
- genre  Phellinidium
- genre  Phellinus
- genre  Phellopilus
- genre  Phylloporia
- genre  Polystictus
- genre †Quatsinoporites (Fin du Crétacé)
- genre  Porodaedalea
- genre  Pseudochaete
- genre  Pseudoinonotus
- genre  Pyrrhoderma
- genre  Xanthochrous

### Famille desSchizoporaceae

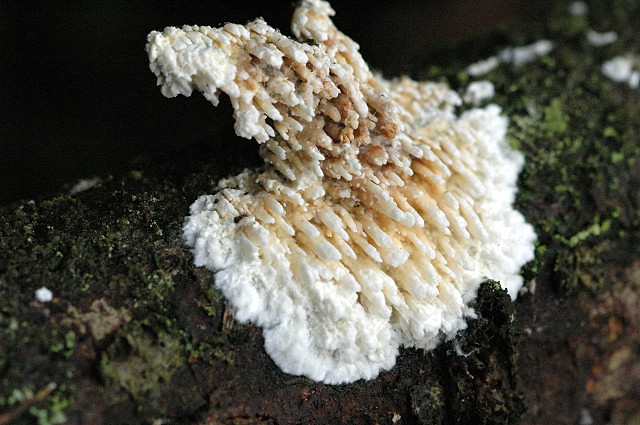
Hyphodontia arguta

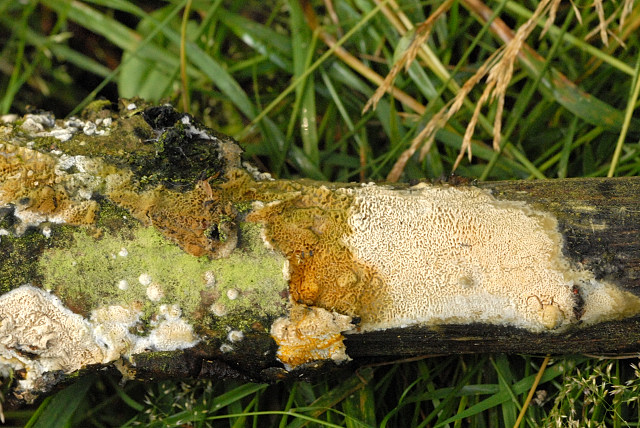
Schizopora paradoxa

- genre  Alutaceodontia
- genre  Basidioradulum
- genre  Echinodia
- genre  Echinoporia
- genre  Hyphodontia
- genre  Lagarobasidium
- genre  Leucophellinus
- genre  Odontiopsis
- genre  Palifer
- genre  Paratrichaptum
- genre  Poriodontia
- genre  Rogersella
- genre  Schizopora
- genre  Xylodon

### Famille desRepetobasidiaceae
- genre  Alloclavaria
- genre  Blasiphalia
- genre  Cantharellopsis
- genre  Contumyces
- genre  Cotylidia
- genre  Cyphellostereum
- genre  Gyroflexus (= Sphagnomphalia)
- genre  Loreleia
- genre  Repetobasidium
- genre  Rickenella

### Clades
- genre  Coltricia
  - genre  Coltriciella
- Hyphodontia
- Kneifiella
- Oxyporus

### Genera incertae sedis
- genre  Atheloderma
- genre  Caeruleomyces
- genre  Fibricium
- genre  Physodontia
- genre  Sphagnomphalia
- genre  Subulicium